# IHL 1958/59
Die Saison 1958/59 war die 14. reguläre Saison der International Hockey League. Während der regulären Saison bestritten die fünf Teams jeweils 60 Spiele. In den Play-offs setzten sich die Louisville Rebels durch und gewannen den ersten Turner Cup in ihrer Vereinsgeschichte.

## Teamänderungen
Folgende Änderungen wurden vor Beginn der Saison vorgenommen:
- Die Cincinnati Mohawks stellten den Spielbetrieb ein.

## Reguläre Saison

### Abschlusstabelle
Abkürzungen: GP = Spiele, W = Siege, L = Niederlagen, T = Unentschieden, OTL = Niederlage nach Overtime, GF = Erzielte Tore, GA = Gegentore, Pts = Punkte
|                     | GP | W  | L  | T | GF  | GA  | Pts |
| ------------------- | -- | -- | -- | - | --- | --- | --- |
| Louisville Rebels   | 60 | 35 | 24 | 1 | 280 | 197 | 71  |
| Fort Wayne Komets   | 60 | 32 | 27 | 1 | 236 | 213 | 65  |
| Troy Bruins         | 60 | 30 | 28 | 2 | 245 | 283 | 62  |
| Indianapolis Chiefs | 60 | 26 | 30 | 4 | 231 | 247 | 56  |
| Toledo Mercurys     | 60 | 22 | 36 | 2 | 196 | 248 | 46  |

## Turner-Cup-Playoffs
|  | Turner-Cup-Halbfinale | Turner-Cup-Halbfinale | Turner-Cup-Halbfinale |  |  | Turner-Cup-Finale | Turner-Cup-Finale | Turner-Cup-Finale |
|  |                       |                       |                       |  |  |                   |                   |                   |
|  |                       |                       |                       |  |  |                   |                   |                   |
|  | 1                     | Louisville Rebels     | 4                     |  |  |                   |                   |                   |
|  | 3                     | Troy Bruins           | 1                     |  |  |                   |                   |                   |
|  |                       |                       |                       |  |  | 1                 | Louisville Rebels | 4                 |
|  |                       |                       |                       |  |  | 2                 | Fort Wayne Komets | 2                 |
|  | 2                     | Fort Wayne Komets     | 4                     |  |  |                   |                   |                   |
|  | 4                     | Indianapolis Chiefs   | 1                     |  |  |                   |                   |                   |
|  |                       |                       |                       |  |  |                   |                   |                   |

## Vergebene Trophäen

### Mannschaftstrophäen
| Auszeichnung                                          | Team              |
| ----------------------------------------------------- | ----------------- |
| Turner Cup Gewinner der IHL-Playoffs                  | Louisville Rebels |
| Fred A. Huber Trophy Bestes Team der regulären Saison | Louisville Rebels |

### Individuelle Trophäen
| Auszeichnung                                                       | Spieler        | Team              |
| ------------------------------------------------------------------ | -------------- | ----------------- |
| James Gatschene Memorial Trophy MVP der regulären Saison           | Len Thornson   | Fort Wayne Komets |
| George H. Wilkinson Trophy Bester Scorer                           | George Ranieri | Louisville Rebels |
| James Norris Memorial Trophy Torhüter mit den wenigsten Gegentoren | Don Rigazio    | Louisville Rebels |